# Пирамида управления
Пирамида управления — схематическое представление, иллюстрирующее иерархию отношений подчинения в организациях.

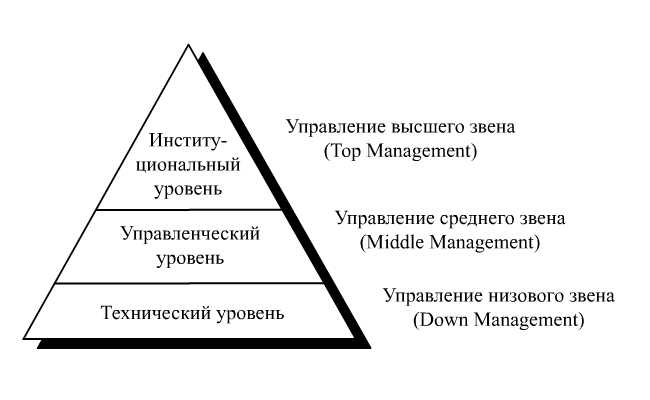
Рисунок 2.1

## Горизонтальное и вертикальное разделение труда
Организации, достаточно крупные для того, чтобы обеспечить четкие разграничения в работе руководителей и не руководителей, обычно имеют большой объем управленческой работы, которая тоже должна быть разделена. Одна из форм разделения управленческого труда носит горизонтальный характер: расстановка конкретных руководителей во главе отдельных подразделений (например, начальники финансового отдела, производственного отдела и службы маркетинга). Как и в случае горизонтального разделения труда для выполнения производственных работ, вертикально разделенная управленческая работа должна быть скоординирована, чтобы организация могла добиваться успеха в своей деятельности. Некоторым руководителям приходится затрачивать время на координирование работы других руководителей, которые в свою очередь, также координируют работу руководителей, пока, наконец, мы не спускаемся до уровня руководителя, который координирует работу неуправленческого персонала — людей, физически производящих продукцию или оказывающих услуги. Такое вертикальное развертывание разделения труда в результате образует уровни управления.

## Уровни управления
Вне зависимости от того, сколько существует уровней управления, руководителей традиционно делят на три категории. Социолог Талкотт Парсонс рассматривает эти три категории с точки зрения функции, выполняемой руководителем в организации. Согласно определению Парсонса на техническом уровне в основном занимаются ежедневными операциями и действиями, необходимыми для обеспечения эффективной работы без срывов в производстве продукции или оказании услуг. Лица, находящиеся на управленческом уровне, в основном заняты управлением и координацией внутри организации, они согласовывают разнообразные формы деятельности и усилия различных подразделений организации. Руководители на институциональном уровне заняты в основном разработкой долгосрочных (перспективных) планов, формулированием целей, адаптацией организации к различного рода переменам, управлением отношениями между организацией и внешней средой, а также обществом, в котором существует и функционирует данная организация.
Более общеупотребимый способ описания уровней управления состоит в выделении следующих категорий руководителей (управляющих):
- руководители низового звена (down management), или операционные управляющие
- руководители среднего звена (middle management)
- руководители высшего звена (top management).

Рисунок 2.1 иллюстрирует соответствие между этими уровнями и концепцией уровней управления по Парсонсу.

## Руководители нижнего звена
Младшие начальники, которых также называют руководителями первого (низшего) звена или операционными руководителями — это организационный уровень, находящийся непосредственно над рабочими и другими работниками (не управляющими). Младшие начальники (или супервайзеры) в основном осуществляют контроль за выполнением производственных заданий для непрерывного обеспечения непосредственной информацией о правильности выполнения этих заданий. Руководители этого звена часто отвечают за непосредственное использование выделенных им ресурсов, таких как сырье и оборудование. Типичным названием должности на данном уровне является мастер, мастер смены, сержант, заведующий отделом, старшая медсестра, заведующий кафедрой управления в школе бизнеса. Большая часть руководителей вообще — это руководители низового звена. Большинство людей начинают свою управленческую карьеру в этом качестве.
Исследования показывают, что работа руководителя низового звена является напряженной и наполненной разнообразными действиями. Она характеризуется частыми перерывами, переходами от одной задачи к другой. Задачи сами по себе потенциально краткие: в одном исследовании обнаружено, что время, затрачиваемое мастером в среднем на выполнение одного задания равнялось 48 секундам. Временной период для реализации решений, принимаемых мастером, также короткий. Они почти всегда реализуются в течение менее чем двух недель. Было выявлено, что мастера проводят около половины своего рабочего времени в общении. Они много общаются со своими подчиненными, немного с другими мастерами и совсем мало со своим начальством.

## Руководители среднего звена
Работа младших начальников координируется и контролируется руководителями среднего звена. За последние десятилетия среднее звено управления значительно выросло и по своей численности, и по своей значимости. В большой организации может быть столько руководителей среднего звена, что возникает необходимость в разделении данной группы. И если такое разделение происходит, то возникает два уровня, первый из которых называется верхним уровнем среднего звена управления, второй — низшим. Таким образом образуется четыре основных уровня управления: высший, верхний средний, низший средний и низовой. Типичными должностями руководителей среднего звена управления являются: заведующий отделом (в бизнесе), декан (в колледже), управляющий сбытом по региону или по стране и директор филиала. Армейские офицеры от лейтенанта до полковника, священники в сане епископов считаются руководителями среднего звена в своих организациях.
Руководитель среднего звена часто возглавляет крупное подразделение или отдел в организации. Характер его работы в большей степени определяется содержанием работы подразделения, чем организации в целом. Например, деятельность начальника производства в промышленной фирме в основном включает координирование и управление работой руководителей низового звена, анализ данных о производительности труда и взаимодействия с инженерами по разработке новой продукции. Руководитель отдела по внешним связям на той же фирме проводит основную часть своего времени, подготавливая документы, за чтением, в разговорах и беседах, а также заседании различных комитетов.
В основном, однако, руководители среднего звена являются буфером между руководителями высшего и низового звеньев. Они готовят информацию для решений, принимаемых руководителями высшего звена, и передают эти решения обычно после трансформации их в технологически удобной форме, в виде спецификаций и конкретных заданий низовым линейным руководителям. Хотя существуют вариации, большая часть общения у руководителей среднего звена проходит в форме бесед с другими руководителями среднего и низового звеньев. Одно исследование по вопросам работы руководителя среднего звена на производственном предприятии показало, что они проводят около 89 % времени в устном взаимодействии.
Руководители среднего звена как социальная группа испытывали особенное сильное влияние различных изменений экономического и технологического характера на производстве в течение 80-х годов. Персональные компьютеры ликвидировали некоторые их функции и изменили другие, дав возможность руководителям высшего звена получать информацию непосредственно за своим рабочим столом прямо из первоисточника, вместо того, чтобы подвергать её фильтрации на уровне руководителей среднего звена. Волна корпоративных слияний и общее давление с целью повышения эффективности в работе также вызвало радикальные сокращения числа руководителей среднего звена во многих организациях.

## Руководители высшего звена
Руководители высшего звена отвечают за принятие стратегически важнейших решений для организации в целом или для основной части организации.
Если высшее руководство фирмы решает перевести корпорацию на выпуск продукции, которая не в состоянии бороться с конкуренцией, то руководители среднего и низового звеньев мало что могут сделать, чтобы препятствовать крупному провалу. Сильные руководители высшего звена накладывают отпечаток своей личности на весь облик компании. Поэтому успешно действующие руководители высшего звена в больших организациях ценятся очень высоко, и их труд оплачивается очень хорошо.
Однако деятельность руководителя высшего звена связана с напряженным темпом и огромным объемом работы, что во многом объясняется тем фактом, что работа руководителя высшего звена не имеет четкого завершения. В отличие от агента по сбыту, который должен сделать определенное количество телефонных звонков, или рабочего на производстве, который должен выполнить норму выработки, на предприятии в целом не существует такого момента, если не считать полной остановки этого предприятия, когда работу можно считать полностью законченной. Поэтому и руководитель высшего звена не может быть уверен, что он успешно завершил свою деятельность. Поскольку организация продолжает действовать и внешняя среда продолжает меняться, всегда существует риск неудачи.
Так было раньше. Но когда бизнес стал автоматизироваться, все стало интереснее. Менеджер Высшего звена чаще может ограничиться контролем контролирующего и стратегического звена, так как управление — это среднее звено. И зачем терять время, если в это время можно диверсифицироваться и либо строить новую ступень, либо строить свою вторую компанию?..
Высший организационный уровень — руководство высшего звена — гораздо малочисленнее других. Даже в самых крупных организациях руководителей высшего звена — всего несколько человек. Типичные должности руководителей высшего звена в бизнесе — это председатель Совета, президент, вице-президент корпорации и казначей корпорации. В армии их можно сопоставить с генералами, в среде государственных деятелей — с министрами, а в университете — с ректорами.

## Заключение
Итак, существенная особенность современной структуры управленческого аппарата крупных фирм состоит в отделении стратегических и координационных задач управления от оперативной деятельности: высший уровень управления ориентирован в первую очередь на разработку стратегических направлений и целей развития, координацию деятельности в глобальном масштабе, принятие важнейших, производственно-хозяйственных решений; средний уровень призван обеспечить эффективность функционирования и развития фирмы путём координации деятельности всех подразделений; низовой уровень сосредоточен на оперативном решении задач по организационной деятельности в рамках отдельных структурных подразделений, главной задачей которых является выполнение установленных заданий по выпуску продукции и получении прибыли.
Средства и методы для достижения поставленных целей оперативное звено управления разрабатывает и осуществляет самостоятельно, однако лишь в рамках тех связей и взаимозависимостей, которые установлены внутри фирмы и регулируются высшим руководством.
Замечание. Сопоставление руководителей различных уровней управления с военнослужащими, представителями духовенства, государственными деятелями, работниками университетов и пр. условно, так как армия, государство, система образования и т. д. не являются коммерческими структурами.